# Calophya arcuata
Calophya arcuata är en insektsart som beskrevs av Caldwell 1944. Calophya arcuata ingår i släktet Calophya och familjen Calophyidae. Inga underarter finns listade i Catalogue of Life.